# Spee-Kurve

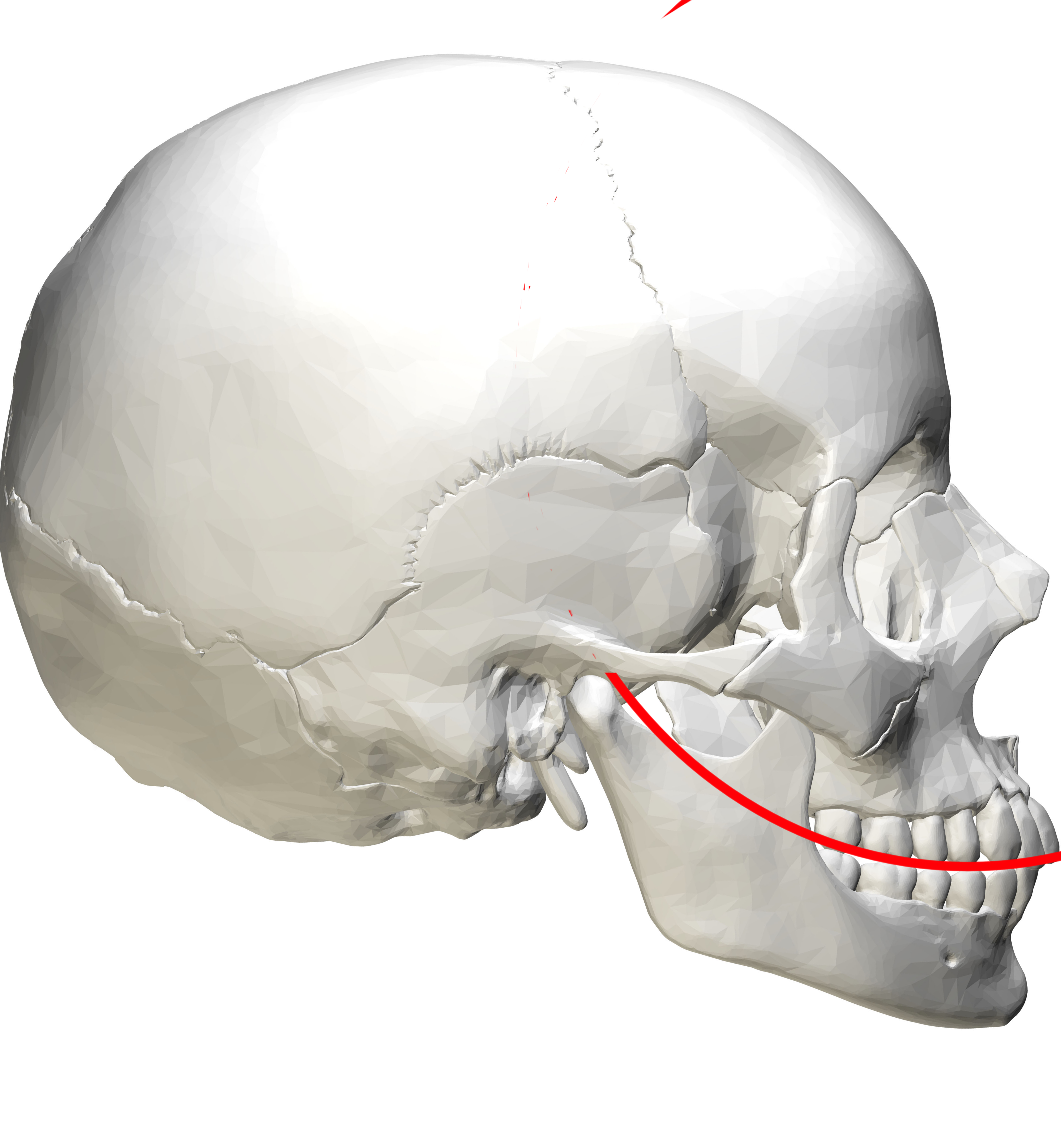
Speesche Kurve

Darstellung der Okklusionsebene und der Speeschen Kurve (Kompensationskurve). Die gerade Okklusionsebene ist durch eine künstliche Linie von den Frontzähnen zu den Molaren gekennzeichnet.

Die Spee-Kurve (auch: Speesche Kurve, „sagittale Okklusionskurve“, sagittale Kompensationskurve) ist der Bogen, der die Schneidekanten und Höcker der oberen Zähne miteinander verbindet und dorsal (hinten) das Caput mandibulae (Gelenkkopf des Unterkiefers) (Kondylus) ventral (vorne) tangiert. Die Kurve verläuft etwa in Form eines 1/8 Kreisbogens entlang der Zähne. Der Mittelpunkt des gedachten Kreises liegt im Vorderabschnitt der Orbita (Augenhöhle), sein Radius beträgt ungefähr 65 bis 70 mm. Sie wurde nach dem Kieler Anatomen Ferdinand Graf von Spee (1855–1937) benannt.
Die bogenförmige Anordnung der Zähne durch die Spee-Kurve (Kompensationskurve) beim anatomisch modernen Menschen (Homo sapiens) ist eine platzsparende Anordnung mesiodistal. Sie bewirkt ein anderes Profil und steht in Verbindung mit einer anderen Zugrichtung der Kaumuskulatur als bei Primatenkiefern. Die Primatenkiefer und die Kiefer bei fossilen Hominiden sind durch die horizontale Aneinanderreihung  der Zähne z. B. wesentlich länger.

## Diskrepanz in der Zahnmedizin
Die Speesche Kurve und die Gelenkbahnneigung sollten für eine balancierte Okklusion aufeinander abgestimmt sein. Es existiert eine Diskrepanz zwischen Kieferorthopäden und anderen Disziplinen der Zahnheilkunde. Kieferorthopäden nivellieren die Speesche Kurve, während andere Disziplinen der Zahnheilkunde dazu neigen, eben diese Kurve einzuhalten.

## Evolutionsaspekte
Die Evolutionslehre nach  Vorgabe der Deutschen Gesellschaft für Kieferorthopädie, DGKFO, 1963 und der offiziellen Anatomie (Schumacher):

## Funktionelle Bedeutung

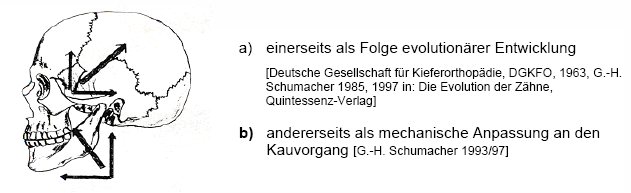
Spee-Kurve mit den Hauptzugrichtungen der Kaumuskulatur (nach Schumacher 1993)

Das Prinzip der Spee-Kurve besteht darin, die Kauflächen der im Hauptkraftfeld der Kaumuskeln befindlichen Molaren in eine für die Funktion günstige Stellung zu bringen. Diese wird dann erreicht, wenn sie etwa rechtwinklig zur Hauptzugrichtung der Kaumuskulatur stehen, somit die Molarenwurzeln überwiegend längsachsig belastet  werden. Untersuchungen 1961 von G.-H. Schumacher zeigten, dass die Kaumuskeln M. temporalis, M. masseter und M. pterygoideus medialis nicht senkrecht zur konstruierten, künstlichen geraden Kauebene, sondern schräg wirken.
Die Krümmung der Speeschen Kurve ermöglicht somit nach G.-H. Schumacher, dass die Kaumuskeln außer einer Adduktion noch Protraktions-, Retraktions- und Lateralzugkomponenten entfalten können. Eine Begradigung der Kaukurve durch kieferorthopädische Maßnahmen etwa, welche eine gerade Kauebene bewirken, würde das gesamte Kausystem des heutigen Menschen, das funktionelle Gleichgewicht und die Profilgestaltung zerstören.